# North Battleford n.º 437
North Battleford n.º 437 es un municipio rural canadiense situado en la provincia de Saskatchewan.

## Superficie
North Battleford n.º 437 tiene una superficie de 792,18 km².

## Demografía
En 2021, tenía 687 habitantes, una densidad poblacional de 0,9 hab./km², y 288 viviendas.